# Llifén
Llifén (del mapudungún: lyvn ‘arder, encenderse el fuego.’) es una aldea y puerto lacustre situado a las orillas del lago Ranco, en la comuna de Futrono perteneciente a la región de Los Ríos, Chile.

## Historia
DD.HH.: El 7 de octubre de 1973 son detenidos por carabineros del reten de Llifén Manuel Jesús Sepúlveda Rebolledo de 28 años de edad, era casado, trabajaba en el Complejo Forestal y Maderero Panguipulli Cofomap como obrero maderero. No tenía militancia política conocida; y Ricardo Segundo Ruiz Rodríguez de 24 años de edad, quien era casado y tenía dos hijos. Trabajaba en el Cofomap desempeñándose como jefe de fábrica. Era militante del PS. A ambos los entregan a una caravana militar el día 9 quienes los trasladan junto a otros 15 detenidos y durante la madrugada son asesinados por orden del teniente Marco Rodríguez Olivares, para ello los militares contaron con la ayuda del dueño de las Termas de Chihuio Americo Gonzalez Torres, quien presto la casa patronal para este fin y su propio predio para la disposición de los cadáveres. En 1978 de modo clandestino, y dentro de la “Operación Retiro de Televisores” ordenada por la dictadura para hacer desaparecer las evidencias de sus crímenes, llegaron militares de civil a exhumar los restos y nuevamente con la ayuda de Américo González Torres los desenterraron e hicieron desaparecer sus cuerpos lanzándolos al mar.  Sólo recientemente el Servicio Médico Legal (SML), después de un arduo trabajo de investigación logró identificar, como parte de los restos de 5 de los 17 campesinos asesinados, las escasas muestras óseas que fueron encontradas en la fosa desde la que fueron removidos los cuerpos. Esos pocos restos óseos fueron entregados el pasado 15 de julio de 2011 a sus familiares, por la Directora Regional del SML de Valdivia, Patricia Benhe, y correspondían a:   Luis Arnaldo Ferrada Sandoval 42 años, obrero agrícola;  Manuel Jesús Sepúlveda 28 años, obrero maderero; Ricardo Segundo Ruiz Rodríguez 24 años, jefe de fábricas; Carlos Maximiliano Acuña Inostroza 46 años, obrero maderero; Daniel Méndez Méndez 42 años, obrero maderero.  Por otra parte, a fines de enero de 2011 la Corte Suprema dictó  sentencia en esta causa, condenando a Luis Alberto Osorio Gardasanich, a una pena de 10 años y un día de presidio por su responsabilidad como autor material de los 17 homicidios calificados. En tanto, el oficial de Carabineros en retiro Luis Eduardo Osses Chavarría, fue sentenciado a 3 años y un día de presidio por su responsabilidad como cómplice de 4 de los 17 secuestros calificados. Por su parte, el civil Bruno Esteban Obando Cárdenas resultó absuelto por “falta de participación”. Además, la misma Sala, con el voto en contra del ministro Dolmestch y el abogado integrante Chaigneau, resolvió desestimar el pago de una indemnización para los familiares de las víctimas. (Informe Rettig)

### Janequeo
Janequeo o Yanequén, fue una mujer lonco, de origen mapuche-pehuenche. Esposa del lonco Huepotaén, cacique de Llifén, quien murió bajo tormentos por mandato del gobernador Alonso de Sotomayor.

### Diccionario Geográfico de Chile (1897)
Llefén.-—Véase Calcurupu. Dicen también Lifén, nombres que vienen de lyvn, arder, encenderse el fuego. 
Francisco Solano Asta-Buruaga y Cienfuegos, Diccionario Geográfico de la República de Chile (1897) 

## Educación

### Escuela Fronteriza Llifén
En el año 1935, se creó la primera escuela del distrito, la N° 20 de Llifén.

## Turismo

### Termas Llifén

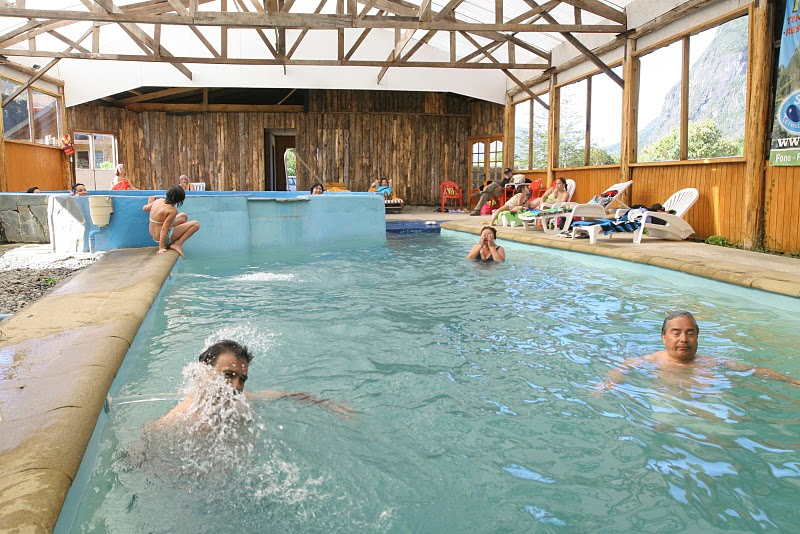
Termas de Llifén

Las termas de Llifén son un destino frecuente de la zona. La hidroterapia es un tratamiento natural que usa agua para curar y producir sensaciones de bienestar. Las aguas termales de Llifén y Chihuio son ideales para vivir una grata experiencia con la que es muy fácil descansar y relajar totalmente los sentidos.